# San Lorenzo Isontino
San Lorenzo Isontino is een gemeente in de Italiaanse provincie Gorizia (regio Friuli-Venezia Giulia) en telt 1454 inwoners (31-12-2004). De oppervlakte bedraagt 4 km², de bevolkingsdichtheid is 353 inwoners per km².

## Geografie
De gemeente ligt op ongeveer 54 m boven zeeniveau.
San Lorenzo Isontino (già San Lorenzo di Mossa) grenst aan de volgende gemeenten: Capriva del Friuli, Farra d'Isonzo, Moraro, Mossa.
Capriva del Friuli · Cormons · Doberdò del Lago · Dolegna del Collio · Farra d'Isonzo · Fogliano Redipuglia · Gorizia · Gradisca d'Isonzo · Grado · Mariano del Friuli · Medea · Monfalcone · Moraro · Mossa · Romans d'Isonzo · Ronchi dei Legionari · Sagrado · San Canzian d'Isonzo · San Floriano del Collio · San Lorenzo Isontino · San Pier d'Isonzo · Savogna d'Isonzo · Staranzano · Turriaco · Villesse
1. ↑  https://demo.istat.it/?l=it.